# 广州市黄广中学
广州市黄广中学是位于广州市花都区的一所民办完全中学，2011年起开学，占地203亩，设有初中部、高中部。原名黄冈中学广州学校。该校由黄广教育集团（广州市黄广教育投资有限公司，原广州市上才教育投资有限公司）董事长梁润佳创办。

## 外部來源
- 【菁苑·校友快递】游烈峰：黄冈中学广州学校如何打造“核心竞争力”，创造多个业内“第一” （页面存档备份，存于）
- 中新网广东新闻12月21日电 题：AI助粤港澳大湾区智慧教育创新发展 （页面存档备份，存于）